# احتجاجات حرب غزة في أستراليا
في أعقاب اندلاع حرب غزة في أكتوبر 2023، أقيمت احتجاجات مؤيدة للفلسطينيين في العديد من المدن الأسترالية بما في ذلك سيدني وملبورن وأديلايد وبريسبان وبيرث. وتعرضت الاحتجاجات في دار الأوبرا في سيدني لاكيمبا لانتقادات من رئيس وزراء نيو ساوث ويلز كريس مينز ورئيس الوزراء الأسترالي أنتوني ألبانيز بسبب الخطاب المعادي للسامية والعنف المزعومين.
وشملت الاحتجاجات والحملات البارزة المؤيدة للفلسطينيين مسيرات أسبوعية في ملبورن، واحتلال ناشط السلام اليهودي ريتشارد مارليس لمنصب وزير الدفاع، والحصار في ميناء ملبورن وميناء بوتاني، وتنظيم معسكرات احتجاج في العديد من الجامعات الأسترالية، واحتجاجات معرض القوات البرية في ملبورن. ومن بين أعمال الاحتجاج البارزة الأخرى، الاعتصام أمام فندق في ملبورن يستضيف وفداً من ضحايا الاختطاف والقتل الإسرائيليين، وطاقم طائرة تابعة لشركة كانتاس يرتدي شارات علم فلسطين.
وشهدت مدينتا سيدني وملبورن أيضًا احتجاجات مضادة مؤيدة لإسرائيل.

## الجدول الزمني للأحداث

### 2023

#### أكتوبر

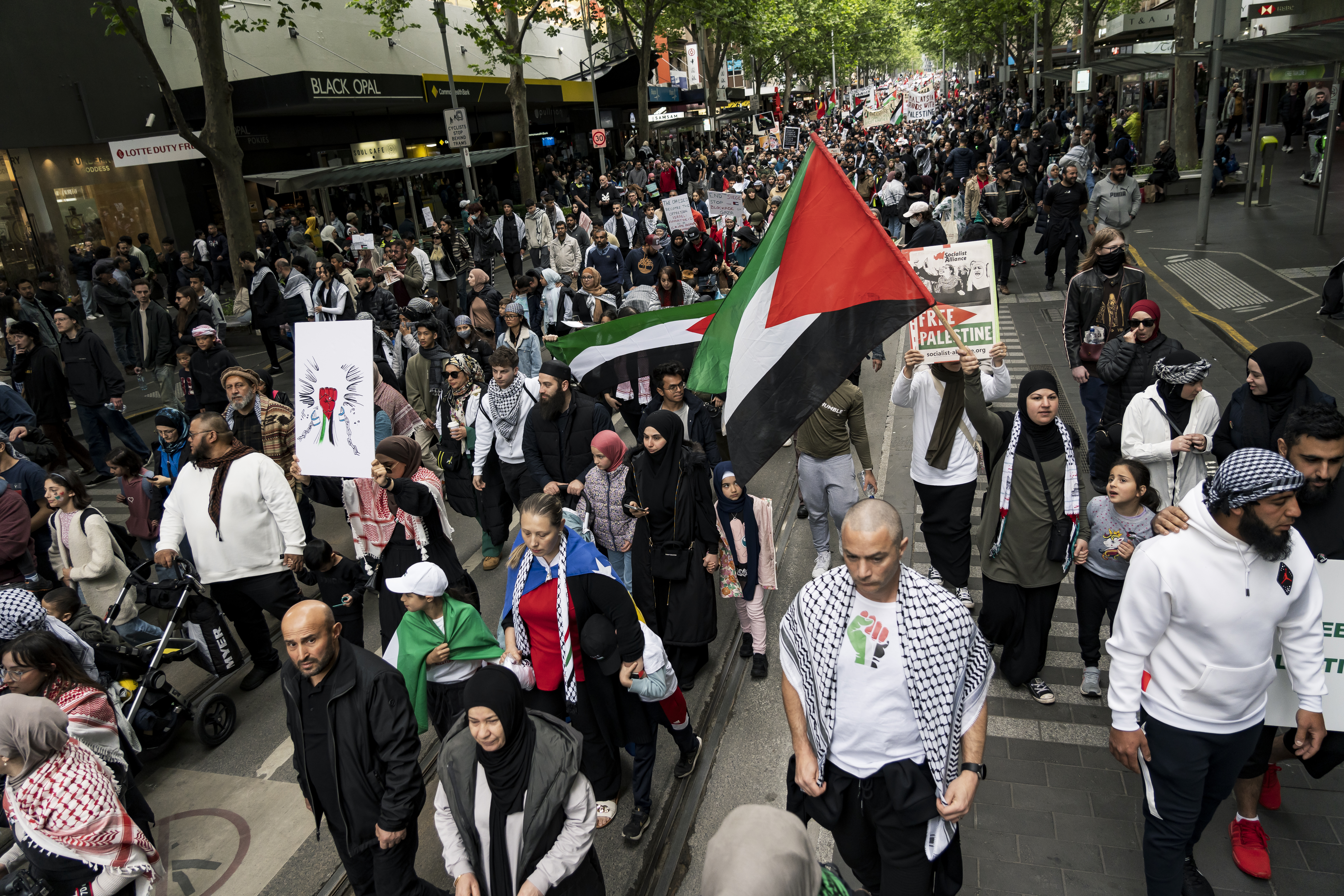
احتجاج ضد قصف غزة، ملبورن، أستراليا، 15 أكتوبر

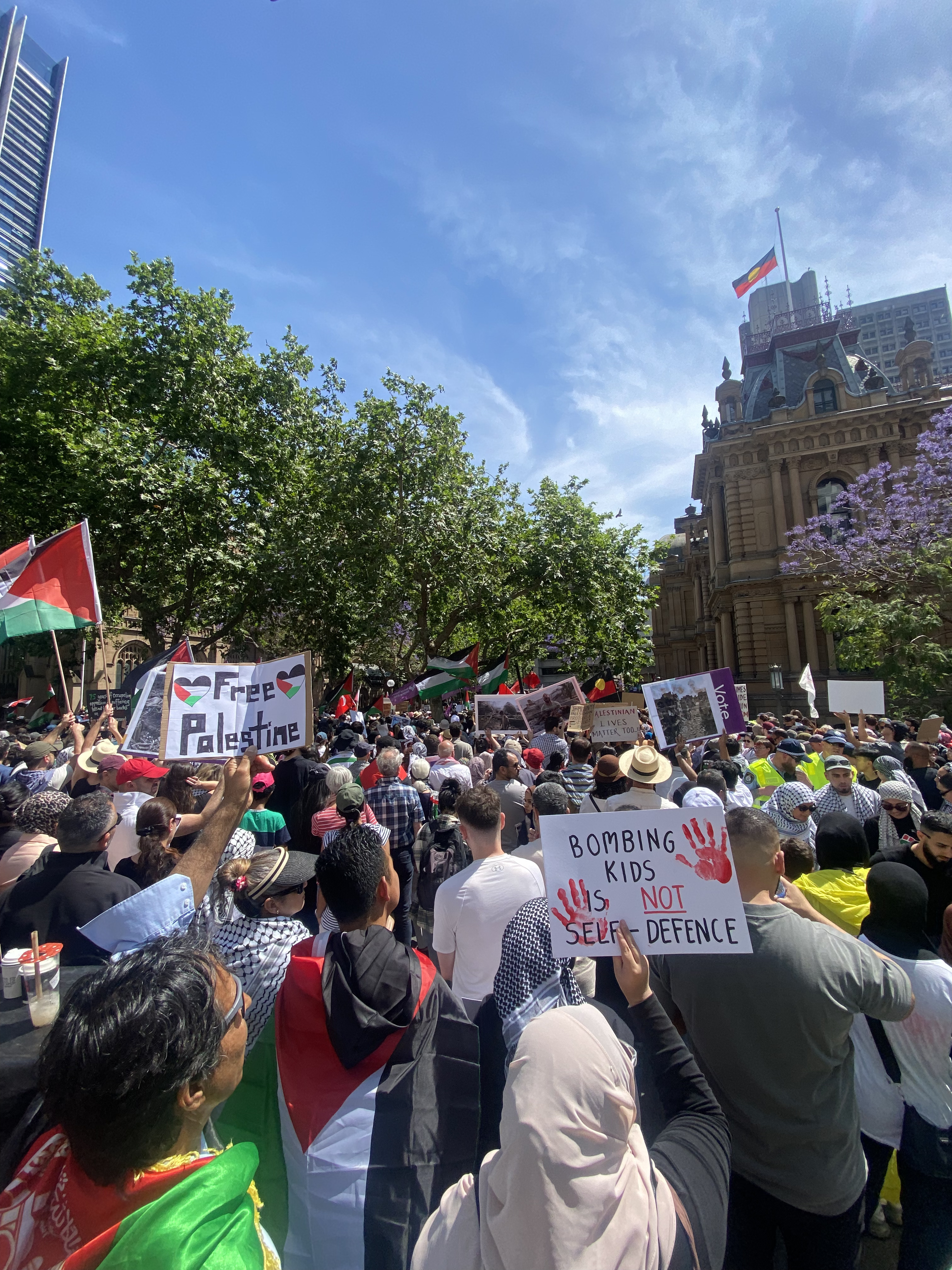
احتجاج مؤيد للفلسطينيين في سيدني، أستراليا، 21 أكتوبر

و\في ليلة التاسع من أكتوبر/تشرين الأول، شارك نحو ألف متظاهر في مظاهرة مؤيدة للفلسطينيين في سيدني، مطالبين الحكومة الأسترالية بإنهاء دعمها لإسرائيل. وسار المتظاهرون عبر منطقة الأعمال المركزية في المدينة إلى دار الأوبرا في سيدني، التي أُضيئت بألوان العلم الإسرائيلي لإيجاد مساحة «لليهود للتعبير عن حزنهم على ضحايا الهجمات في إسرائيل». أشعلت مجموعة صغيرة من المتظاهرين القنابل المضيئة وأحرقت علم إسرائيل.
زعم رئيس وزراء نيو ساوث ويلز كريس مينز أن دار الأوبرا في سيدني كانت «مكتظة بأشخاص ينشرون الألفاظ العنصرية والكراهية». اعتذرت الحكومة لاحقًا عن الاحتجاجات، وأكدت الشرطة أنها تحقق مع المشاركين وتسعى إلى توجيه اتهامات. ونصحت السلطات اليهود بتجنب المنطقة، واعتُقل رجل كان بالقرب من الاحتجاج ويحمل العلم الإسرائيلي لمنع الإخلال بالنظام. وزعم العديد من الشهود أنهم هتفوا أيضًا «اقتلوا اليهود بالغاز»، على الرغم من أن تحليلًا صوتيًا لفيديو من الحدث، وفقًا لخبير في الشرطة، كان يُعتقد في البداية أنه أظهر تلك المكالمة، أظهر بدلاً من ذلك هتافات «أين اليهود».
وشهدت ضاحية ليكيمبا الجنوبية الغربية مظاهرة مماثلة. وظهرت تقارير عن أعمال عنف ومعاداة السامية خلال الاحتجاجات، والتي انتقدها سياسيون بما في ذلك مينز ورئيس الوزراء أنتوني ألبانيزي.
في يوم 11 أكتوبر، تجمع الآلاف في سيدني للمشاركة في وقفة احتجاجية لدعم إسرائيل، وقد حضرها عدد من المسؤولين الحكوميين. في 20 أكتوبر/تشرين الأول، أغلق المتظاهرون المؤيدون للفلسطينيين مدخل قاعدة التجسس الأمريكية في باين غاب، الإقليم الشمالي، مطالبين بوقف إطلاق النار في غزة. في 31 أكتوبر، احتلت مجموعة من الناشطين اليهود مكتب وزير الدفاع ريتشارد مارليس في جيلونج، مطالبين بإنهاء الدعم العسكري لإسرائيل.

#### نوفمبر
في الثامن من نوفمبر/تشرين الثاني، اعتصم النشطاء في ميناء ملبورن لمنع وصول البضائع المتجهة إلى إسرائيل.
في 10 نوفمبر/تشرين الثاني، احترق مطعم للوجبات السريعة في كولفيلد في حريق مشبوه، بعد تصوير مالك المطعم هاش تايه وهو يقود مظاهرة مؤيدة لفلسطين في ملبورن. وفي أعقاب حرق المطعم، نظم نحو 200 متظاهر مؤيد للفلسطينيين تابعين لمجموعة فلسطين الحرة في ملبورن مسيرة احتجاجية في كولفيلد، مما أدى إلى إخلاء كنيس يهودي قريب. وأثارت المسيرة المؤيدة لفلسطين مظاهرة مضادة شارك فيها نحو 200 من المؤيدين لإسرائيل من المجتمع اليهودي المحلي. تمكنت الشرطة من الفصل بين المجموعتين ولكنها لم تقم بأي اعتقالات.
وفي 12 نوفمبر/تشرين الثاني، شارك آلاف الأشخاص في مسيرات مؤيدة للفلسطينيين تدعو إلى وقف فوري لإطلاق النار في عدد من عواصم الولايات الأسترالية بما في ذلك سيدني وملبورن وبريسبان. بالإضافة إلى ذلك، أقيمت مسيرات مؤيدة لإسرائيل في سيدني وملبورن تدعو إلى إطلاق سراح الرهائن المحتجزين لدى حماس ومعارضة معاداة السامية. في 16 نوفمبر/تشرين الثاني، تم تقديم عريضة إلى البرلمان تحمل توقيعات 40 ألف متخصص في المجال الطبي يطالبون فيها بوقف إطلاق النار. في 21 نوفمبر، تم اعتقال 23 ناشطًا مناهضًا للحرب في ميناء بوتاني في سيدني بسبب إغلاق الطرق الرئيسية.
في 23 نوفمبر/تشرين الثاني، خرج مئات الأطفال في سن الدراسة في ملبورن وأديلايد من الفصول الدراسية في إضراب مدرسي من أجل «تحرير فلسطين». في 26 نوفمبر، تحدثت السيناتور ليديا ثورب في تجمع جماهيري لدعم فلسطين، مشيرة إلى أن السكان الأصليين الأستراليين متعاطفون مع نضال الفلسطينيين. تم تحذير المعلمين في فيكتوريا من المشاركة في أي احتجاجات متعلقة بفلسطين. أقام المتظاهرون وقفة احتجاجية خارج مكاتب صحيفة ذي إيج.
أغلقت مجموعة من عشرات المتظاهرين المؤيدين لفلسطين في ملبورن  مدخل الفندق أمام وفد من عائلات ضحايا الاختطاف والقتل في أحداث 7 أكتوبر/تشرين الأول، بعد علمهم بموقعه. واستجابةً لذلك، طلب الوفد المساعدة من مركز الشرطة المحلي.

#### ديسمبر
في 21 ديسمبر/كانون الأول، منع المتظاهرون على متن قوارب الكاياك سفينة شحن مرتبطة بإسرائيل من دخول ميناء ملبورن.
في أواخر ديسمبر 2023، ارتدى أفراد طاقم الطائرة على متن رحلة تابعة لشركة كوانتاس بين ملبورن وهوبارت شارات العلم الفلسطيني ؛ وهو ما يتعارض مع سياسة شركة الطيران المتمثلة في ارتداء شارات غير معتمدة على زيهم الرسمي. وانتقد دفير أبراموفيتش، رئيس لجنة مكافحة التشهير، سلوك طاقم الطائرة ووصفه بأنه ترهيب ومضايقة وانتهاك «لكل قواعد السفر الجوي». حصلت عريضة إلكترونية تطالب بفصل طاقم الطائرة على 2000 توقيع. ردًا على التغطية الإعلامية، كررت شركة كانتاس سياستها ضد قيام الموظفين بارتداء شارات غير معتمدة على زيهم الرسمي.

### 2024

#### يناير – مارس
قام المتظاهرون بمنع سفينة شحن إسرائيلية من دخول ميناء ملبورن في 22 يناير 2024.
في الثاني من فبراير/شباط، قام المتظاهرون في ملبورن بإغلاق مدخل المصنع الذي ينتج أجزاء لطائرات إف-35 العسكرية الإسرائيلية.

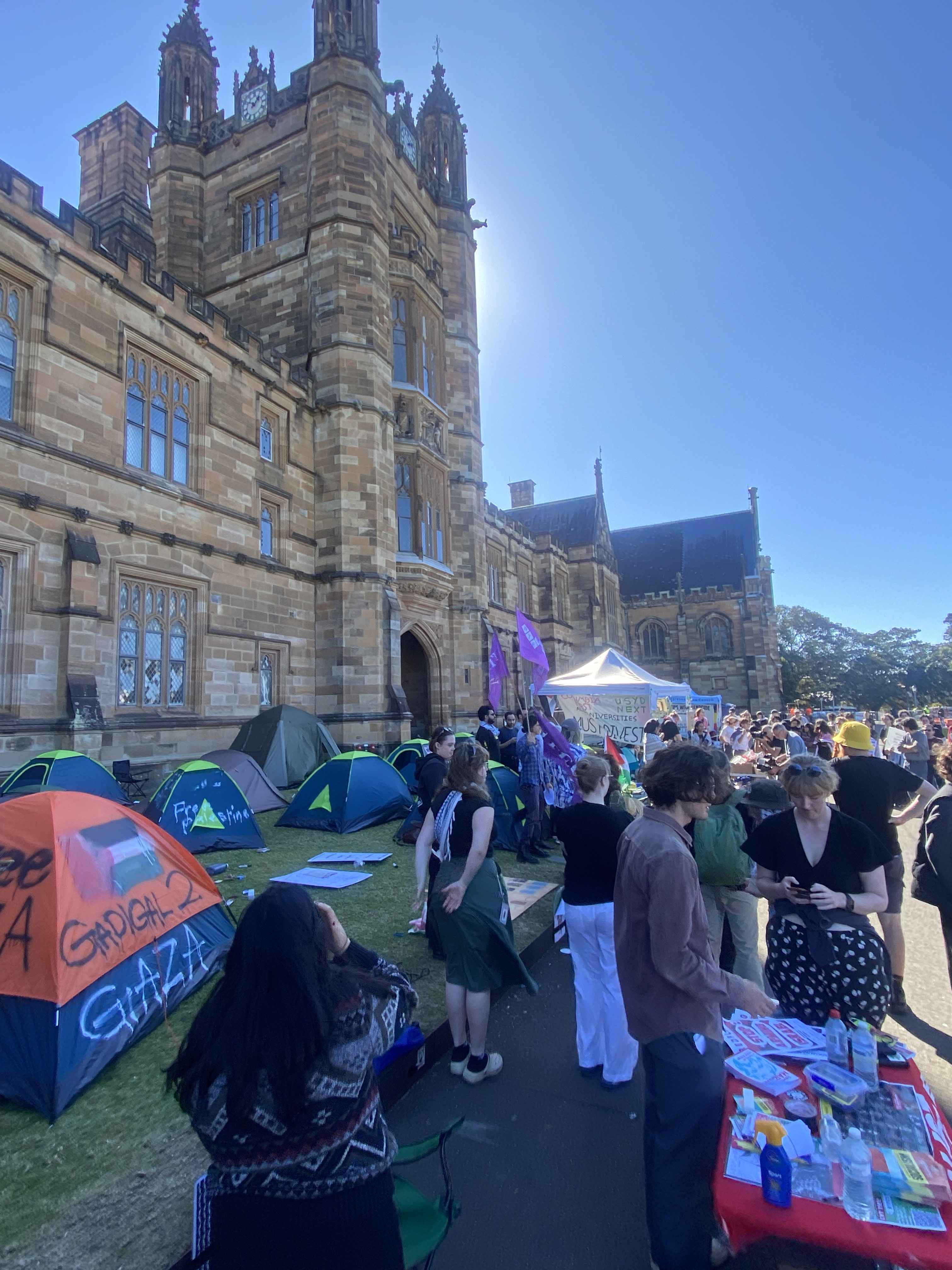
«مخيم التضامن مع غزة» في جامعة سيدني، 26 أبريل 2024

#### أبريل – يونيو
في 25 أبريل، أقام طلاب جامعة سيدني خيامًا وهتفوا بشعارات مؤيدة لفلسطين. بعد ذلك، قامت العديد من الجامعات الأسترالية الأخرى بإقامة معسكرات. في الثامن من مايو، زعمت عضو مجلس الشيوخ عن حزب الخضر، دوريندا كوكس، أنها تعرضت لمعاملة سيئة من قبل الشرطة أثناء احتجاجها كجزء من طلاب فلسطين في غرب أستراليا في كازينو ومنتجع كراون بيرث، حيث كان رئيس الوزراء أنتوني ألبانيز يتحدث في إفطار عمل، قائلة إن الشرطة طلبت من مجموعتها التحرك ودفعتها إلى الحشد بينما كانت تتحدث.
في 18 مايو، نظم النقابيون من أجل فلسطين احتجاجًا في مضمار سباق الخيل موني فالي في ملبورن، الذي كان يستضيف مؤتمر ولاية فيكتوريا لحزب العمال. أدى الاحتجاج إلى تأخير الخطابات المخطط لها من قبل ألبانيز ورئيسة وزراء فيكتوريا جاسينتا ألان.
في 19 مايو/أيار، نظم المتظاهرون المتضامنون مع فلسطين والمجموعة المسيحية الصهيونية «السفارة المسيحية الدولية في القدس» (ICEJ) مسيرات متنافسة خارج برلمان ولاية فيكتوريا في ملبورن. وقدرت الشرطة أن 7000 شخص شاركوا في مسيرة يوم النكبة ومسيرة «لن يتكرر هذا أبدا» التي نظمتها منظمة السفارة المسيحية الدولية في القدس. قامت الشرطة بفصل المجموعتين واعتقلت ستة من المتظاهرين.

#### يوليو – سبتمبر
في 11 سبتمبر، شهدت ملبورن احتجاجات خارج معرض القوات البرية، وهو حدث للتكنولوجيا العسكرية. وزعمت شرطة فيكتوريا أن هذا كان أكبر انتشار للشرطة ضد احتجاج منذ عام 2000.

### 2025

#### يناير – الآن
في ليلة رأس السنة، اندلعت احتجاجات مؤيدة للفلسطينيين في منطقة الأعمال المركزية بملبورن. وخلال المظاهرة، اقتحم المتظاهرون مقهى ستاربكس في شارع سوانستون، وزُعم أنهم بصقوا على الموظفين وسرقوا بضائع.
في مايو 2025، انضم آلاف الأشخاص في مدن ملبورن وأديلايد وبريسبان إلى المظاهرات لإحياء ذكرى يوم النكبة.

## احتجاجات معرض القوات البرية في ملبورن
احتجاجات القوات البرية 2024، والمعروفة أيضًا باسم تعطيل القوات البرية، كانت عبارة عن سلسلة من الاحتجاجات المناهضة للحرب والتي جرت في الفترة من 8 إلى 13 سبتمبر في ملبورن، أستراليا. احتل آلاف المتظاهرين الشوارع المحيطة بمركز ملبورن للمؤتمرات والمعارض، حيث أقيم معرض القوات البرية لعام 2024 بدعم من الحكومة الفيدرالية الأسترالية وحكومة ولاية فيكتوريا.
سلطت منظمة Disrupt Land Forces الضوء على الروابط بين الحكومات الأسترالية وصناعة الأسلحة إسرائيل، كجزء من المعارضة المستمرة للهجمات الإسرائيلية على قطاع غزة. وتضمن معرض القوات البرية الأسلحة التي نشرتها إسرائيل في غزة. وندد منظمو الاحتجاج بالحدث ووصفوه بأنه «مؤامرة من ممارسي الحرب والمستفيدين من الحرب».
نشرت حكومة ولاية فيكتوريا قوة كبيرة من الشرطة للدفاع عن القوات البرية من المتظاهرين. وبحسب شرطة فيكتوريا، كان هذا أكبر انتشار لضباط في الولاية منذ احتجاجات إس 11 في عام 2000. تم اعتقال 82 شخصًا فيما يتعلق بالاحتجاجات وأصيب أكثر من 150 شخصًا على يد الشرطة أثناء الاعتصام في 11 سبتمبر.

### الأحداث
ابتداءً من 8 سبتمبر، نُظمت فعاليات يومية قبل مؤتمر القوات البرية وأثناءه، بتنظيم مجموعات مختلفة، ضمن تحالف «تعطيل القوات البرية».

#### 7 سبتمبر
في فترة ما بعد الظهر من يوم 7 سبتمبر، قامت امرأة بحبس نفسها داخل سيارة كانت تسد مخرج شارع مونتاغيو من طريق ويست جيت السريع، مما أدى إلى عرقلة وتأخير الوصول إلى مركز مؤتمرات ومعارض ملبورن. وكان المتظاهرون يرددون الشعارات المعتادة، بما في ذلك «من النهر إلى البحر»، لكنهم كانوا يحتجون تحديدًا على معرض القوات البرية المقبل. تمكنت الشرطة من تحرير المرأة واعتقالها. كما تم القبض على امرأة ثانية، والتي ورد أنها كانت مسؤولة الاتصال بالشرطة لمجموعة الاحتجاج، بتهمة «مساعدة وتحريض» المرأة المحتجة.

#### 11 سبتمبر
تجمع ما بين 4000 و5000 متظاهر من الساعة السادسة صباحًا للمشاركة في أول مظاهرة كبرى، بقيادة مجموعات النشطاء «طلاب من أجل فلسطين» و«تعطيل الحروب». قام المتظاهرون بإغلاق مداخل مكان المعرض وعرقلوا الحضور الذين حاولوا دخول معرض الأسلحة. ووصف طلاب من أجل فلسطين الحدث بأنه «يوم جميل ومثير للاحتجاج والاضطراب».
تم نشر أكثر من 1600 شرطي لحماية معرض الأسلحة. اتهم المراقبون القانونيون شرطة فيكتوريا بارتكاب أعمال شغب، مع استخدام القوة المفرطة والأسلحة بما في ذلك الرصاص المطاطي والقنابل الصوتية ضد المتظاهرين العزل. أصيب ما لا يقل عن 100 شخص نتيجة عنف الشرطة، بما في ذلك صحفي واحد على الأقل ومصور احتاج إلى إجراء عملية جراحية بعد إصابتهما برصاصة مطاطية في الأذن. وتحسبًا لهذا الحدث، مُنحت الشرطة صلاحيات موسعة بموجب قانون مكافحة الإرهاب. وزعمت الشرطة بعد ذلك أنهم تعرضوا للرمي بالحجارة والبيض والطماطم الفاسدة وروث الخيول.
بحلول فترة ما بعد الظهر، وبعد أن تفرق المتظاهرون إلى حد كبير، قامت الشرطة بإغلاق جسر شارع سبنسر أمام حركة المرور بالكامل.
وأكدت غابرييل دي فييتري، عضو البرلمان عن حزب الخضر في ولاية فيكتوريا، حضورها الاحتجاج في ذلك الصباح. وردًا على ذلك، اقترحت رئيسة وزراء ولاية فيكتوريا جاسينتا ألان أن تستقيل دي فييتري من منصبها.

#### 12 سبتمبر
في صباح اليوم الثاني من معرض القوات البرية، تجمعت مجموعة من المتظاهرين وساروا في الشوارع المحيطة بمركز المعرض، مما أدى إلى تعطيل حركة المرور في ساعة الذروة الصباحية، بينما قامت الشرطة بتوسيع منطقة الاستبعاد خارج المعرض.
وفي وقت متأخر من بعد الظهر، تجمعت مجموعة كبيرة من المتظاهرين خارج مقر شركة هانوا في منطقة الأعمال المركزية في ملبورن.

#### 13 سبتمبر
استقبل السيناتور الأسترالي عن حزب الخضر ديفيد شوبريدج عددًا صغيرًا من المتظاهرين في ساحة سبنسر سانت بيج، التي كانت لا تزال محاصرة من قبل الشرطة، بينما كان يتحدث أيضًا إلى وسائل الإعلام. أثناء انتقاده لاستخدام شرطة فيكتوريا المفرط للقوة.

### ردود الفعل
- أدان رئيس الوزراء الأسترالي أنتوني ألبانيزي المتظاهرين لقيامهم «بإلقاء الأشياء على الشرطة».[54]
- قال رئيس شرطة فيكتوريا، شين باتون[الإنجليزية]، عن الاحتجاجات: «يأتون إلى هنا للاحتجاج على الحرب، وبالتالي على الأرجح ضد العنف، والطريقة الوحيدة التي يمكنني وصفهم بها هي مجموعة من المنافقين. كان سلوكهم اليوم مروعًا للغاية.»[56]
- دعت السياسية الخضر إلين سانديلي إلى إجراء تحقيق في القوة المفرطة التي تستخدمها الشرطة.[61]